# Eparchia di Kam"jans'ke
L'eparchia di Kam"jans'ke (in ucraino: Кам'янська єпархія; in russo Каменская епархия?) è una diocesi della Chiesa ortodossa ucraina del Patriarcato di Mosca.

## Territorio
L'eparchia comprende la parte centrale dell'oblast' di Dnipropetrovs'k.
Sede eparchiale è la città di Kam"jans'ke, dove si trova la cattedrale di San Nicola.
L'eparca ha il titolo ufficiale di «eparca di Kam"jans'ke e Caryčanka».

## Storia
L'eparchia di Dniprodzeržyns'k è stata eretta dal Santo Sinodo della Chiesa ortodossa ucraina del Patriarcato di Mosca il 23 dicembre 2010 separandone il territorio dall'eparchia di Kryvyj Rih. Il 20 luglio 2016 ha modificato il proprio nome in quello attuale.